# Si loin de vous (Hey oh... par la radio)
Si loin de vous (Hey oh... par la radio) est une chanson de la chanteuse française Nâdiya extrait du deuxième album studio 16/9. Le morceau est sorti en tant que troisième single de l'album en novembre 2004 en France et en Suisse. La chanson est écrite par Thierry Gronfier, Nâdiya et Mehdy Boussaïd. 

## Inspiration
La mélodie s'inspire de la musique électronique Pulstar, issue de l'album Albedo 0.39 du musicien et compositeur grec Vangelis, sorti en 1976.

## Liste des pistes
| 1. | Si loin de vous (Hey oh... par la radio) (radio edit)      | 3:55 |
| 2. | Si loin de vous (Hey oh... par la radio) (karaoke version) | 3:55 |

| Maxi single | Maxi single                                               | Maxi single | Maxi single | Maxi single | Maxi single | Maxi single | Maxi single | Maxi single | Maxi single |
| No          | Titre                                                     | Durée       |             |             |             |             |             |             |             |
| ----------- | --------------------------------------------------------- | ----------- | ----------- | ----------- | ----------- | ----------- | ----------- | ----------- | ----------- |
| 1.          | Si loin de vous (Hey oh... par la radio) (radio edit)     | 3:55        |             |             |             |             |             |             |             |
| 2.          | Si loin de vous (Hey oh... par la radio) (6Mondini remix) | 5:33        |             |             |             |             |             |             |             |
| 3.          | Si loin de vous (Hey oh... par la radio) (instrumental)   | 3:51        |             |             |             |             |             |             |             |
| 4.          | Et c'est parti... (6mondini remix)                        | 4:59        |             |             |             |             |             |             |             |
| 18:14       |                                                           |             |             |             |             |             |             |             |             |

## Classement
Le 22 décembre 2004, la chanson est certifiée disque d'or, signifiant que plus de 100 000 exemplaires ont été vendus, un mois après avoir été dévoilé par le Syndicat national de l'édition phonographique, devenant le single de Nâdiya le plus rapidement certifié. Au total, plus de 191 000 exemplaires de Si loin de vous ont été vendus en France, proche de recevoir le disque de platine.

### Classement hebdomadaire
| Classement (2004 / 2005)                | Meilleure position |
| --------------------------------------- | ------------------ |
| Belgique (Flandre)                      | 10                 |
| Belgique (Wallonie Ultratop 50 Singles) | 4                  |
| France (SNEP)                           | 6                  |
| Suisse (Schweizer Hitparade)            | 27                 |

## Certification
| Pays          | Pays          | Certification | Certification |
| ------------- | ------------- | ------------- | ------------- |
| France (SNEP) | France (SNEP) | Argent        | Argent        |